# I-25
El I-25 (イ-25?) fue un submarino portaaviones del Tipo B-1 de la Armada Imperial Japonesa que sirvió en la Segunda Guerra Mundial tomando parte en el ataque a Pearl Harbor, y llevó a cabo el ataque aéreo Lookout.

## Descripción
El I-25, de 2600 t en inmersión, tenía la capacidad de sumergirse hasta 108 m a una velocidad máxima de 8 nudos. Su autonomía emergido era de 14.000 millas náuticas, desarrollando una velocidad máxima en superficie de 23,5 nudos. Trasportaba un hidroavión biplaza de reconocimiento Yokosuka E14Y conocido por los aliados como Glen, desarmado y almacenado en un hangar al frente de la torre de la vela.

## En batalla
En la Segunda Guerra Mundial  el I-25  sirvió bajo las órdenes del Teniente Comandante Meiji Tagami quien se graduó de la Clase 51 en Etajima (Hiroshima). El teniente de 26 años de edad  Tatsuo Tsukudo era el oficial ejecutivo (XO) en el I-25.

### Pearl Harbor
El I-25 y otros 3 submarinos  patrullaban una línea de 120 millas al norte de Oahu durante el ataque japonés a Pearl Harbor. Después que los portaaviones japoneses arrumbaron hacia el oeste después del ataque, el I-25 y otros 8 submarinos partieron hacia el este para patrullar la costa oeste de los Estados Unidos. El I-25 atacó al petrolero Connecticut a 16 km de la costa de Estados Unidos.  El barco fue alcanzado y se incendió, pero consiguió encallar en la desembocadura del río Columbia. 
El I-25 regresó al atolón de Kwajaleinel  11 de enero de 1942 para reaprovisionarse.

### Australia

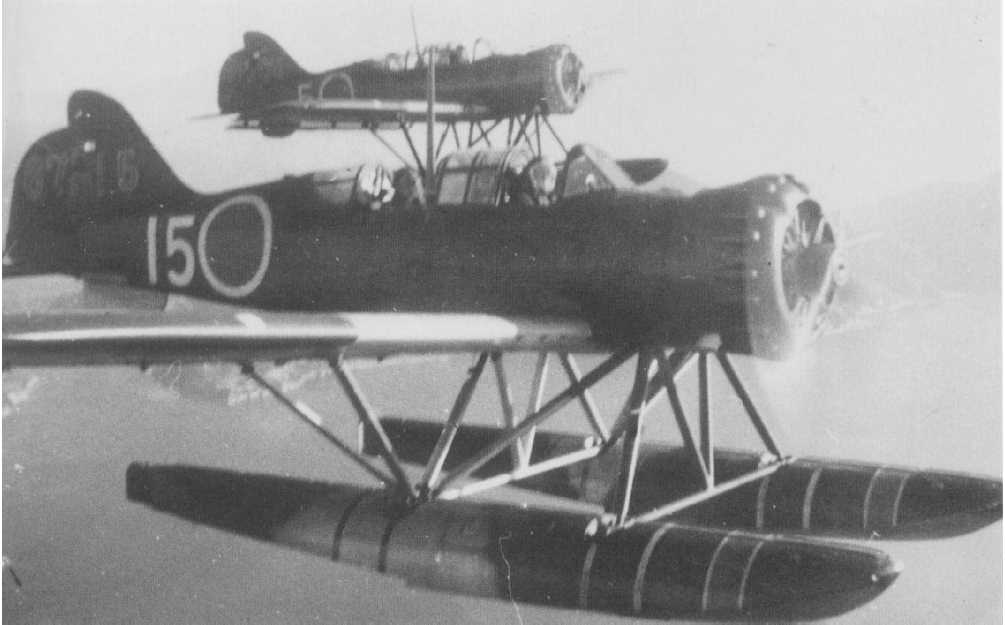
Yokosuka E14Y.

El I-25 dejó el Atolón de Kwajalein en las Islas Marshall el 5 de febrero de 1942 para su próxima patrulla operacional en el Pacífico Sur. Las órdenes de Tagami eran reconocer los puertos australianos de Sídney, Melbourne y  Hobart seguidos por los neozelandeses de Wellington y Auckland
El I-25 viajó en superficie nueve días , pero al aproximarse a la costa australiana viajó solo de noche en la superficie. 
El 13 de febrero de 1942, el I-25 hundió el mercante inglés "Derrymore" en 05°18′S 166°20′E / -5.300, 166.333. 

#### Sídney

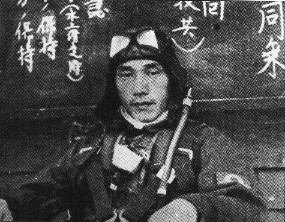
Oficial de Vuelo Nobuo Fujita.

El sábado 14 de febrero de 1942, el I-25 estaba a pocos km de la costa de Sídney. Las luces de búsqueda de Sídney podían  verse claramente desde el puente del I-25. Tagami tomó entonces al I-25 a una posición a 160 km al sudeste de Sídney.
Tras unos días de oleaje fuerte que impidieron el lanzamiento del hidroavión "Glen" estuvieron sumergidos durante el día emergiendo durante la noche. Finalmente el martes 17 de febrero de 1942 el  oficial de Vuelo Nobuo Fujita despegó en el "Glen" para un vuelo de reconocimiento sobre la Bahía de Sídney  . El propósito era investigar la Base Aérea de Sídney. A las 7:30 Fujita había vuelto al I-25 y el "Glen" había sido desarmado y almacenado en el hangar interno del submarino. El comandante  Tagami enfiló entonces el I-25 hacia el sur a 14 nudos.  A mediodía del miércoles 18 de febrero de 1942 estaban a 400 millas al sudeste de Sídney siguiendo rumbo sur.

#### Melbourne

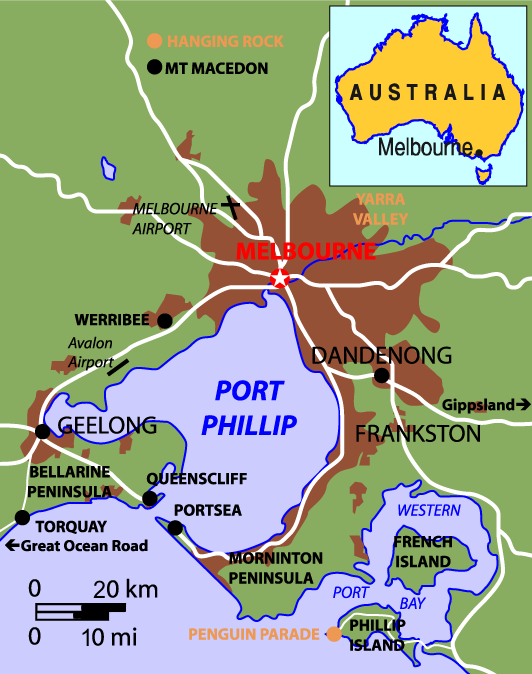
Mapa de Melbourne.

La próxima misión fue sobre Melbourne. Tagami decidió lanzar el avión sobre Cape Wickham en el norte de la Isla King en la parte oeste del estrecho de Bass a mitad de camino entre Victoria y Tasmania.  El hidroavión fue lanzado el  26 de febrero de 1942 para su vuelo de reconocimiento de Melbourne sobre la Bahía de Port Philip.

#### Hobart
El próximo vuelo de Fujita en Australia fue sobre  Hobart  el  1 de marzo de 1942.

### Nueva Zelanda y Fiyi
El I-25 se dirigió a Nueva Zelanda donde Fujita hizo otro vuelo de reconocimiento sobre Wellington el  8 de marzo de 1942.  Fujita  volaría después sobre Auckland el 13 de marzo de 1942, seguido por Fiyi el 17 de marzo de 1942.

### Alaska
El 27 de mayo de 1942. Fujita hace un reconocimiento a Kodiak, Alaska.

### Primer bombardeo del territorio continental de Estados Unidos
En junio de 1942, el I-25 estaba patrullando las costas de Oregón, cuando su hidroavión Yokosuka E14Y "Glen" atacó la batería Russell, un pequeño destacamento militar que ahora está fuera de servicio, en el Fort Stevens. El daño fue mínimo. De hecho lo único que fue dañado fue el campo de béisbol. 
El 9 de septiembre de 1942, el I-25 emergió cerca de la costa de Oregón. Fujita y su observador, Shoji Okuda abordaron el Glen, el cual dejó caer una bombas sobre el Monte Emily, a 16 km al noreste de Brookings, Oregón, siendo la primera vez que el territorio continental de Estados Unidos fue bombardeado desde el aire en lo que se conoció como "The Lookout Air Raid". La meta era incendiar toda la costa, pero los vientos eran escasos, había lluvia y dos rápidos vigías de incendios mantuvieron los incendios bajo control. De hecho si se hubieran desatado los incendios el liviano Glen podría haber caído.
En 1962, el viejo piloto reconvertido en comerciante de metales recibió una invitación para viajar a Brookings. Temiendo que fuera para juzgarle por crímenes de guerra, se llevó su katana. Con gran sorpresa por su parte, le recibieron con simpatía. Tanta, que decidió regalar al pueblo el sable de su familia, el que llevó en sus vuelos, que se exhibe en el ayuntamiento de la localidad. Fujita regresó varias veces al pueblo, del que fue nombrado ciudadano honorario, e incluso volvió a volar sobre los parajes de su ataque y plantó un árbol, un retoño de secuoya, en el lugar exacto donde cayó una de sus bombas. En 1997, cuando Fujita murió de cáncer de pulmón, su hija Yoriko enterró parte de sus cenizas entre los bosques que el samurái aviador quiso un día incendiar.

### Patrulla en la costa de Oregón
El 4 de octubre de 1942 el petrolero norteamericano USS Camden es torpedeado a 38 km de la costa de Oregón y abandonado. El mismo día el petrolero USS Larry Doheny es torpedeado y hundido. El 10 de octubre de 1942 se hunde el USS Camden. 
El 11 de octubre de 1942 alejándose de su lugar de patrulla en la costa oeste de Estados Unidos torpedea por error y hunde al submarino soviético L-16, que iba a San Francisco junto a su similar el L-15, en las afueras de Seattle, al que confundió con un submarino americano.

### Nuevamente Fiyi
El 18 de mayo de 1943, el petrolero norteamericano USS H.M. Storey fue torpedeado al oeste de Fiyi cuando estaba en ruta desde Numea (Nueva Caledonia) a San Pedro (Estados Unidos). El I-25 remata a cañonazos el buque ardiendo.
El 24 de agosto de 1943 el hidroavión del I-25 realiza un reconocimiento sobre la isla de Espíritu Santo, situada en las Nuevas Hébridas (la actual Vanuatu).

## Hundimiento
El I-25 fue hundido por el destructor USS Patterson a 200 km al noreste de las Islas Nuevas Hébridas el 25 de agosto de 1943.